# 彼得·布魯克 (賽車手)
彼得·布魯克AM（1945年2月26日—2006年9月8日），綽號「完美彼得」（Peter Perfect）及「山路之王」（The King of the Mountain），男，澳大利亞職業賽車手，曾經9次贏得巴瑟斯特1000耐力賽冠軍。

## 外部連結
- Peter Brock Foundation （页面存档备份，存于）
- Chequered Flag Motorsport's Tribute to Brocky
- NSW Government tourism website tribute 的存檔，存档日期2 June 2012.